# UP-site
De UP-sitetoren (aanvankelijk Premiumtoren) is een wolkenkrabber gebouwd door projectontwikkelaar Atenor in de Brusselse kanaalzone. De toren is met 42 verdiepingen en een hoogte van 143 meter de op twee na hoogste toren van België en de hoogste woontoren van België. 
De bouwvergunning werd reeds verleend en de funderingswerken zijn gestart in 2012. De ontwikkelaar heeft later zijn samenwerking met architect David Chipperfield stopgezet en werkte daarna met Yves Lion en Michel Verliefden.
Op de grondverdieping is er een restaurant, en op de 3de verdieping een spa-massage-centrum. De bovenste 42ste verdieping, waar men het uitzicht over Brussel en de omgeving kan kijken,  is enkel toegankelijk voor de inwoners en de bezoekers van het restaurant. 

## Fotogalerij

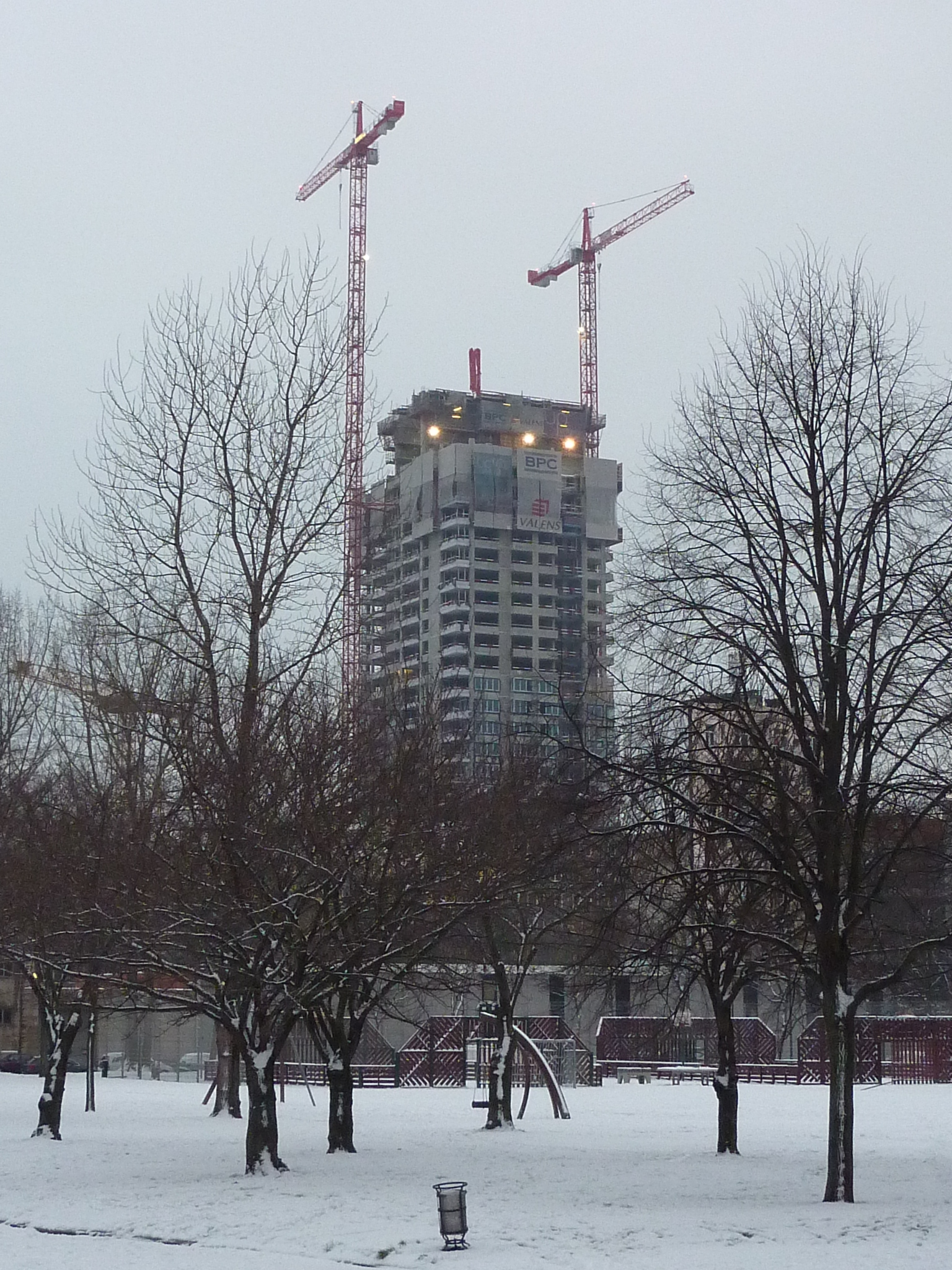
Januari 2013
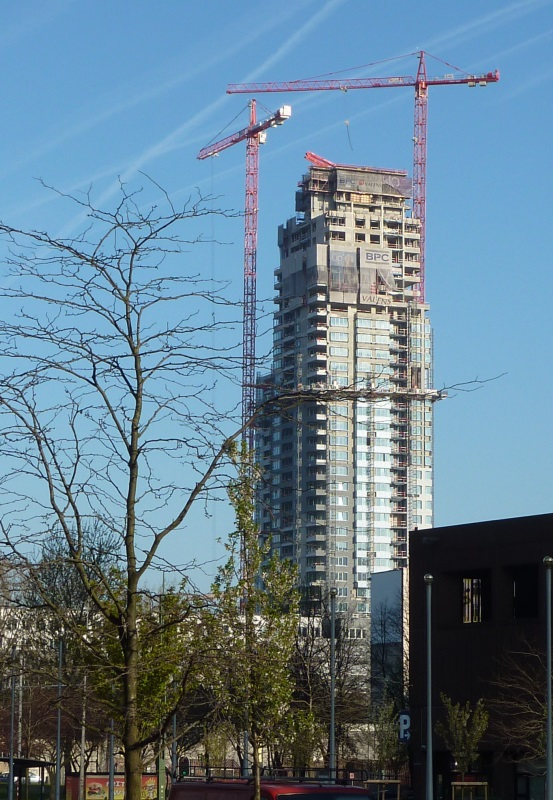
April 2013
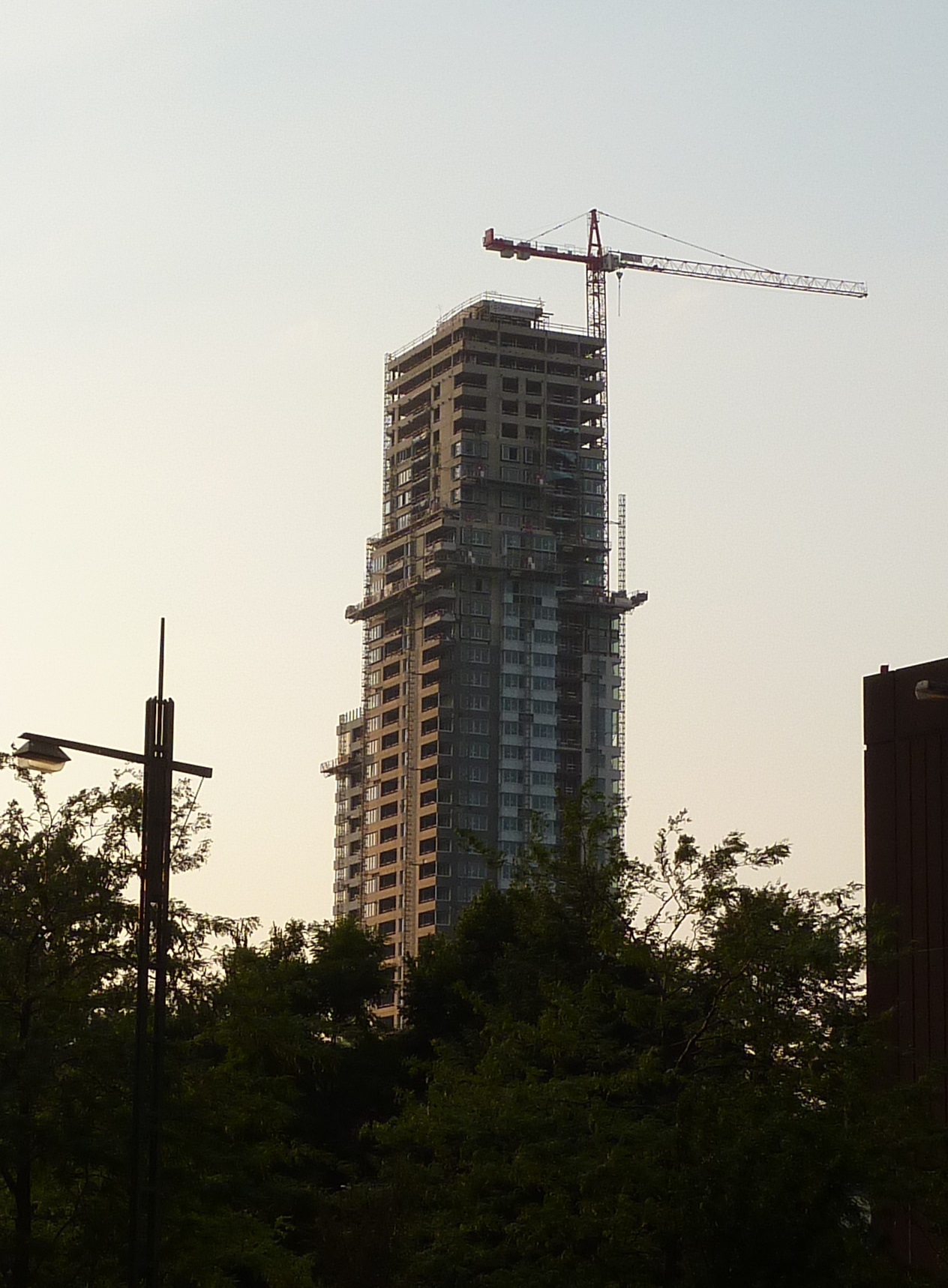
Augustus 2013
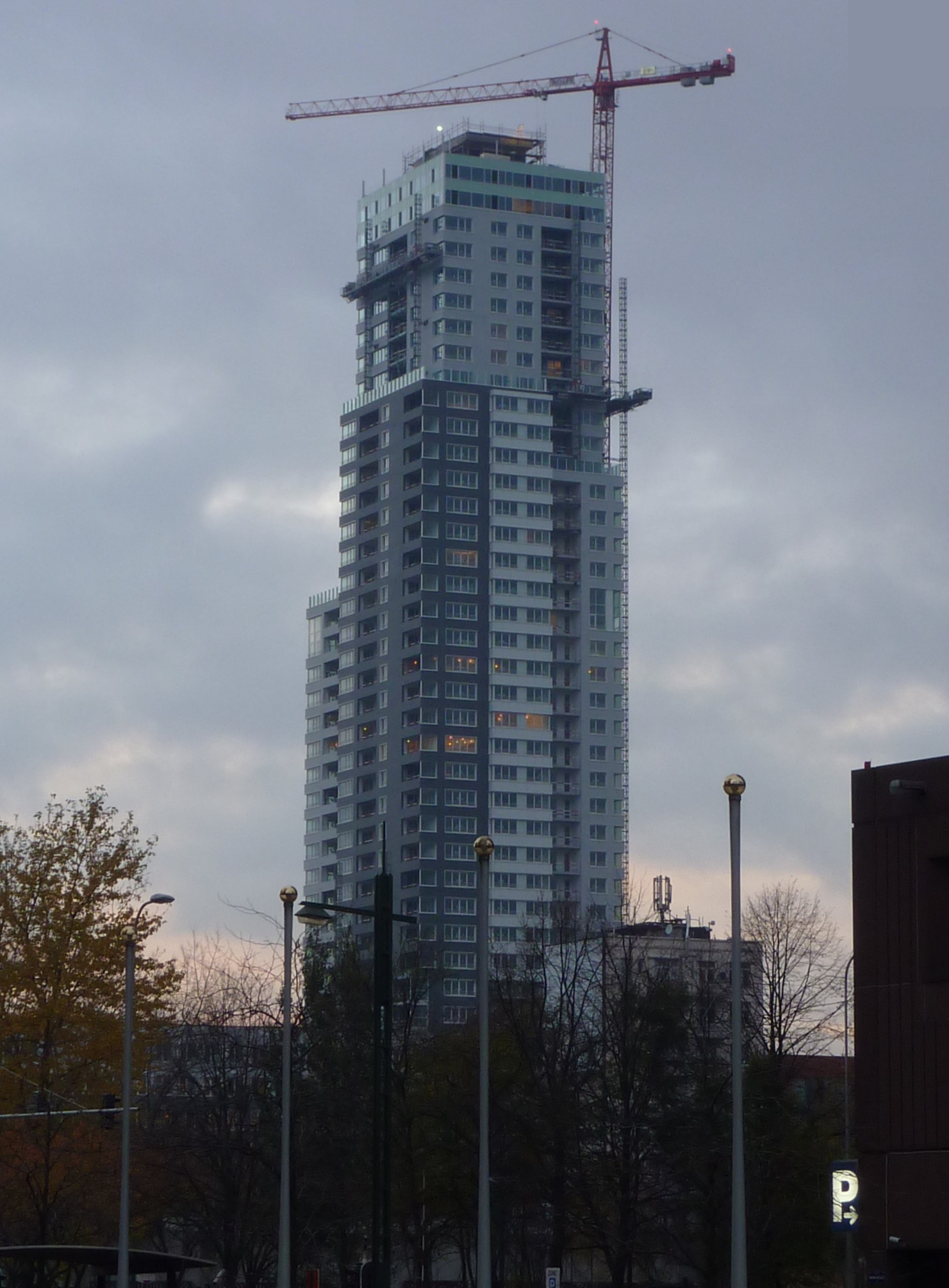
November 2013
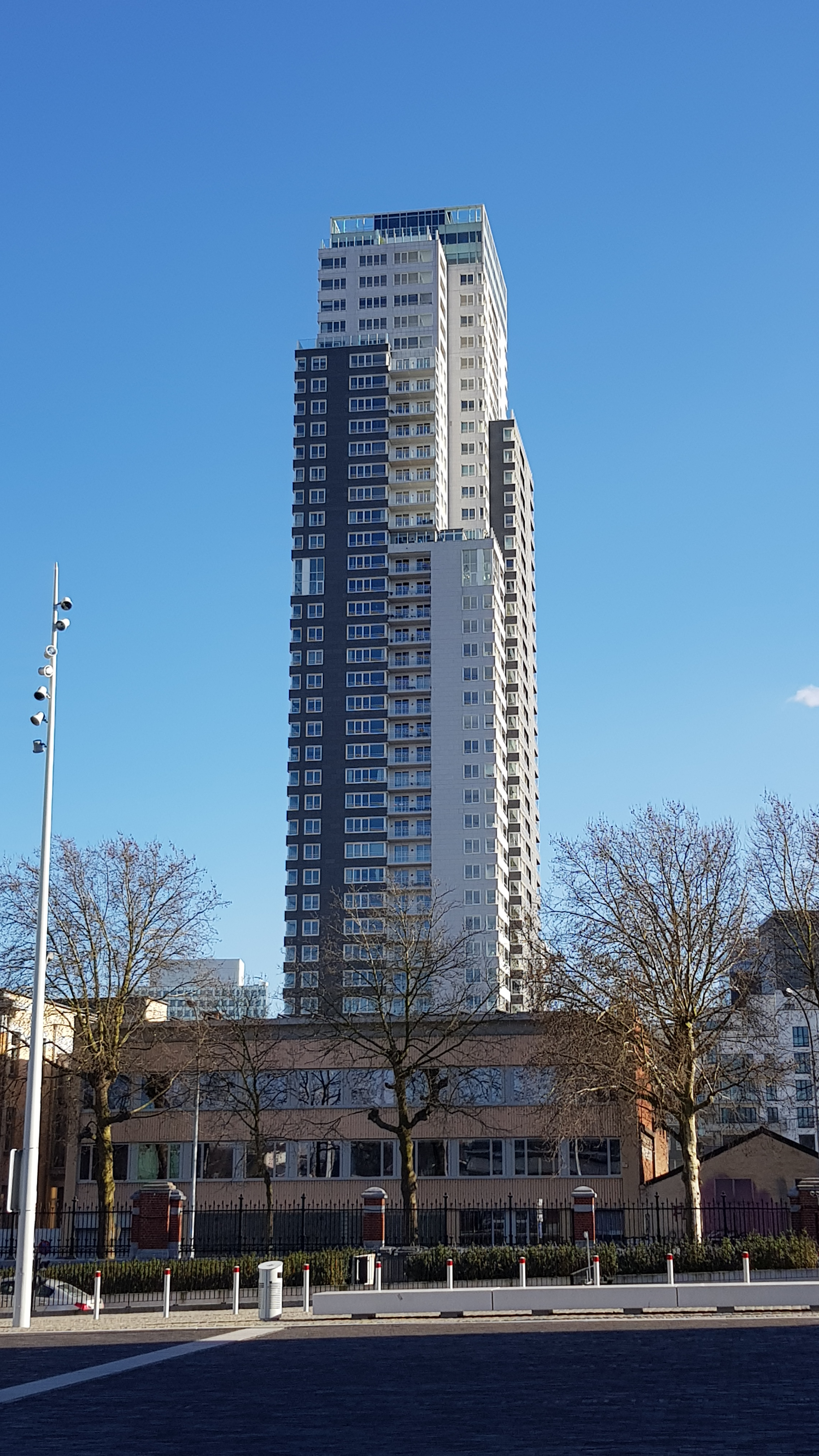
Februari 2018
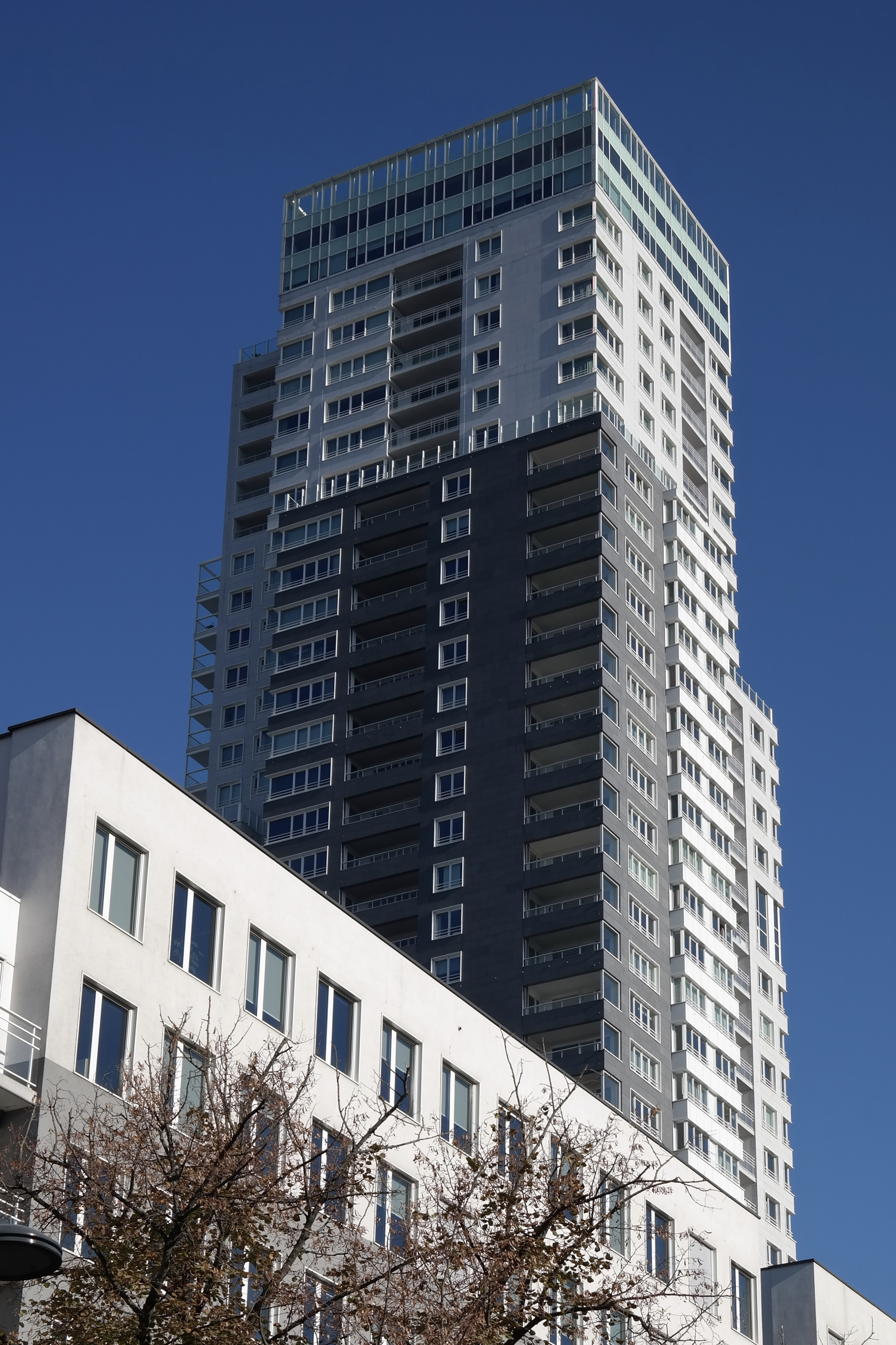
September 2019